# Herczeg Ferenc (író)
Herczeg Ferenc (született: Franz Herzog), (Versec, 1863. szeptember 22. – Budapest, 1954. február 24.) német származású magyar író, színműíró, újságíró, az MTA tagja és másodelnöke, 1904-től 1919-ig a Petőfi Társaság elnöke. Álneve: Katang. A Horthy-korszak legnépszerűbb írója, az Új Idők című irodalmi hetilap főszerkesztője, a Magyar Revíziós Liga elnöke és 1927-től a parlament felsőházi képviselője volt. A két háború közötti időszak legnépszerűbb írója volt. Az Élet kapuja című regényét háromszor is jelölték Irodalmi Nobel-díjra, illetve számos nyelvre lefordították műveit. Színdarabjait a világ számos pontján játszották és játsszák.
A kommunista hatalomátvétel után életműve nagyrészt feledésbe merült. Herczeg életműve akkor került vissza a szélesebb köztudatba, mikor a magyarországi 2020-as nemzeti alaptanterv kötelező szerzői közé került. A döntés – amelyet egyesek üdvözöltek, mások viszont erőszakos kanonizálásnak, politikai indíttatásúnak véltek – megosztotta a közvéleményt.

## Élete
Jómódú verseci sváb polgárcsaládból származott; felmenői Sziléziából származó telepesek voltak. Édesapja Herzog Ferenc József (aki 1880-ban hunyt el) gyógyszerész, Versec polgármestere, édesanyja Hoffmann Lujza (1842–1938) volt. Magyarul 1874–76-ban tanult meg a Temesvári Piarista Gimnáziumban. 1876-ban Szegeden, 1878-ban Fehértemplomban folytatta gimnáziumi tanulmányait, 1881 és 1884 között joghallgató volt a budapesti tudományegyetemen. Ennek elvégzése után Temesváron, majd utána Budapesten volt ügyvédjelölt.
1886-ban kardpárbajt vívott egy katonatiszttel, Sipos Lászlóval, aki sebesülésébe a párbaj színhelyén belehalt. Herczeg emiatt Vácott négy hónapra fegyházba került. Ott írta meg Fenn és lenn című első regényét, amellyel a Singer és Wolfner könyvkiadó 1000 frankos regénypályázatát is megnyerte. 1891. március 12-én Rákosi Jenő felfigyelt Egy kard affaire című tárcájára, majd a Budapesti Hírlaphoz szerződtette mint állandó tárcaírót.
Rendkívül gyorsan népszerű lett. Sikere arra biztatta, hogy „a nemzet írójává” váljék. Ekkor novellák és vígjátékok helyett történelmi drámákat, regényeket kezdett írni. Később vissza-visszatért ifjúkori sikereinek műfajához; e művei a bestsellerpiacon is sikert arattak.
A Nemzeti Színház 1893. március 10-én mutatta be A dolovai nábob leánya című első drámáját, mely az év során huszonötször került előadásra. 1896. december 16-tól az Új Idők című irodalmi hetilap alapító szerkesztője volt.
A rendszer írófejedelme volt. Népszerűségét emelte lapja, a nagy példányszámú Új Idők (1894–1949), melynek szerkesztője volt, egyúttal a beérkezett olvasói levelekre is személyesen válaszolt.
1893. február 1-jén lett a Kisfaludy Társaság rendes tagja, 1899. május 15-én pedig a Magyar Tudományos Akadémia levelező tagjai sorába választotta. 1906-ban nősült meg. Felesége Grill Janka (más forrás szerint Júlia, illetve Juliska) volt, de gyermekük nem született.
1896-ban Versec városnak lett országgyűlési képviselője szabadelvű párti programmal. Az 1901-es választásokon alulmaradt, azonban az 1904–05-ös időközi, valamint az 1905–06-os és az 1910–18-as általános választásokon a pécskai kerület megválasztotta országgyűlési képviselőjének. 1903. december 16-tól 1910. december 31-ig volt belső munkatársa a Tisza István gróf által alapított Az Újságnak. 1911. január 1-je és 1918. október 1-je között szerkesztette a Magyar Figyelő irodalmi és politikai szemlét.
Tisza István miniszterelnök kérte fel arra is, hogy vezesse a Hadsegélyező Hivatalt, ahol 1914 augusztusától 1916-ig dolgozott. 1916-ban Berlinben volt politikai megbízott. 1919 április-májusában a tanácskormány őrizetbe vette mint „ellenforradalmárt”, és a Markó utcai fogházban tartották elzárva. 1891-ben választotta meg rendes tagjává a Petőfi Társaság, 1903-ban másodelnök lett, 1904-től 1920-ig elnöke, 1920-tól pedig tiszteletbeli elnöke.
A Magyar Tudományos Akadémiának 1910. április 28-án rendes, 1914. május 7-én tiszteleti tagja lett, 1920–22-ben és 1929–31-ben, illetve 1945–46-ban másodelnöke, 1922. május 11. és 1946. július 24. között pedig igazgatósági tagja. Amikor 1949-ben átszervezték az MTA-t, a tagságát megszüntették.
1920-ban a Délmagyarországi Közművelődési Egyesület elnöke lett, majd tagja a Magyar Külügyi Társaság elnöki tanácsának. 1922-ben a Délvidéki Otthon elnöke, a Pátria Magyar Írók, Hírlapírók és Művészek Klubja elnöke, 1927 és 1945 között a Magyar Revíziós Liga országos elnöke. 1929-ben a Társadalmi Egyesületek Szövetségének díszelnöke, 1931-ben a Dunántúli Közművelődési Egyesület tiszteletbeli elnöke, 1938-ban a Magyarok Világszövetségének tiszteletbeli tagja lett.
1925-ben, 1926-ban és 1927-ben Az élet kapuja című regénye alapján az Akadémia Nobel-díjra jelölte. 1930-ban Magyar Corvin-lánc kitüntetésben részesült.
1925 és 1930 között 40 kötetes díszkiadásban jelentek meg munkái. 1927 és 1945 között a felsőház tagja volt. A magyar revíziós mozgalom egyik vezéralakjaként ismerték. Ő avatta fel 1932. október 6-án a budapesti Szabadság téren Lord Rothermere ajándékát, a Magyar fájdalom szobrát, amelyet 1945-ben eltávolítottak helyéről.
A magyar irodalom vérkeringéséből azonban lassan kikerült; a második világháború után már visszavonultan élt és nem publikált. 1949-ben eltávolították a villájából, és csak akkor kapta vissza villája egyik szobáját, amikor egy szovjet íróküldöttség tett nála látogatást. 1949 után műveit évtizedekig nem adhatták ki Magyarországon. Halálát húgyvérűség, agyvizenyő okozta.

## Művei

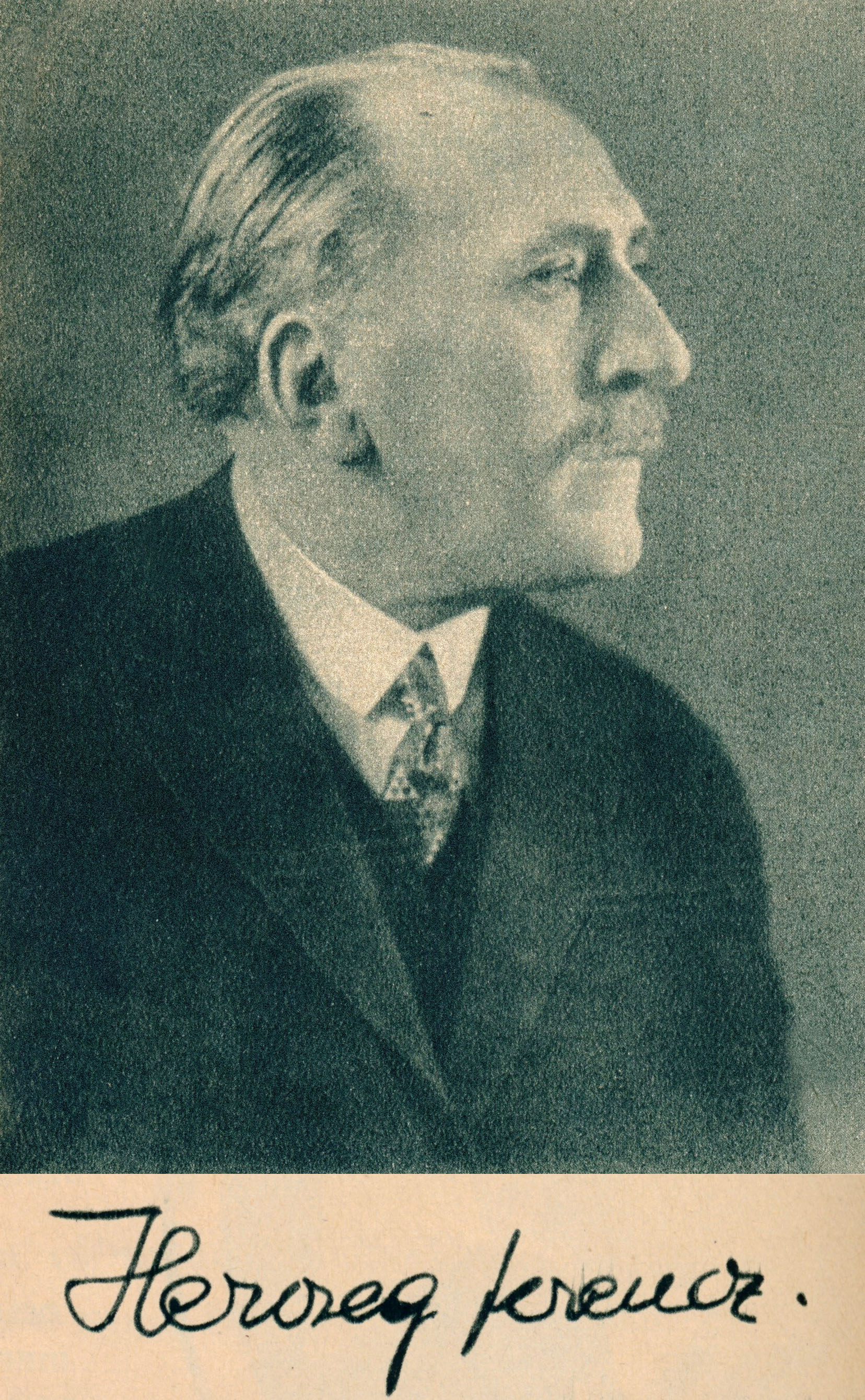
Herczeg Ferenc arcképe (1935) és aláírása

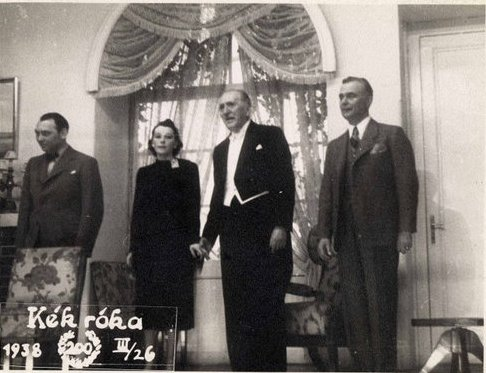
Kiss Ferenc, Bajor Gizi, Herczeg Ferenc, Rajnai Gábor a Kék róka 200. előadásán megköszönik a tapsot

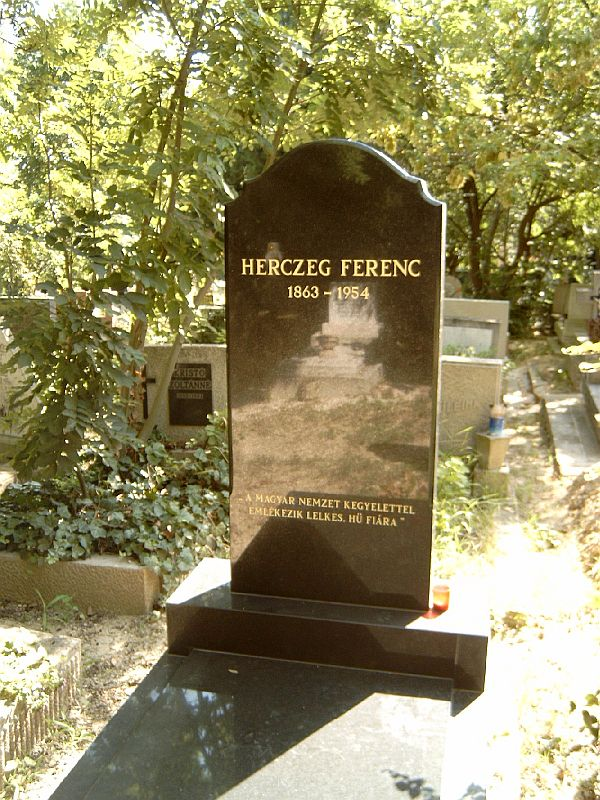
Herczeg Ferenc sírja Budapesten. Farkasréti temető: 37/3-1-97

## Szakirodalom, róla szóló művek
- Madarász Flóris: Herczeg Ferenc; Stephaneum Ny., Bp., 1904
- Hamvai Erzsébet: Herczeg Ferenc stílusa és nyelve; Nagyági Ny., Huszt, 1911
- Madarász Flóris: Herczeg Ferenc drámái; Érseki Lyceum Ny., Eger, 1913
- Váradi Ibolya: Társadalmi problémák Herczeg Ferenc műveiben; Korvin Ny., Bp., 1919
- Bánáti sváb hűség. Herczeg Ferenc ünneplése a Budapesti Nemzeti Színházban. Emléklap Herczeg Ferenc epilógusával; Délvidéki Liga; Pallas Ny., Bp., 1920
- Banater Schwabentreue. Die Franz Herczeg Feier im Budapester Nationaltheater. Ein Gedenkblatt; szerk. Südungarischen Kulturverein; Druck Bp., Pallas, 1920
- Horváth János: Herczeg Ferenc; Pallas, Bp., 1925 (Irodalomtörténeti füzetek)
- Alszeghy Zsolt: Herczeg Ferenc. In: Vázlatok. Bp., 1925 (7-37. old.)
- Rubinyi Mózes: Herczeg Ferenc. A magyar ifjúság számára; Singer-Wolfner, Bp., 1926
- Futó Jenő: Herczeg Ferenc; Egyetemi Ny., Bp., 1927
- Zsigmond Ferenc: Herczeg Ferenc; Studium, Bp., 1928 (Kortársaink)
- Zsigmond Ferenc: Herczeg Ferenc; Csokonai Kör, Debrecen, 1928 (Csokonai könyvtár)
- Halmi Bódog: Herczeg Ferenc. Az író és az ember; szerzői, Bp., 1931
- Kornis Gyula: A költő és a lélekbuvár. Herczeg Ferenc Emlékezései; Franklin Ny., Bp., 1933
- Surányi Miklós: Herczeg Ferenc. Életrajz; Singer-Wolfner, Bp., 1934
- Szabó József: Herczeg Ferenc, a drámaíró; Debreceni Református Kollégium Tanárképző, Debrecen, 1937 (Magyar irodalmi dolgozatok a debreceni Magyar Királyi Tisza István-Tudományegyetem Magyar Irodalomtörténeti Szemináriumából)
- Herczeg Ferenc; félszázados tagságának alkalmával írták a Petőfi Társaság tagjai; Singer-Wolfner, Bp., 1941 (Magyar regények XI.)
- Kornis Gyula: Herczeg Ferenc; Singer-Wolfner, Bp., 1941
- Madácsy László: Herczeg Ferenc magyarsága; Délmagyarországi Magyar Közművelődési Egyesület, Szeged, 1943
- Az írófejedelem életregénye. A 80 éves Herczeg Ferenc; szerk. Hertelendy István; Hungária Ny., Bp., 1943
- Herczeg Ferenc. 80 év; szerk. Kornis Gyula; Új Idők Irodalmi Intézet, Bp., 1943
- Megemlékezés Herczeg Ferencről születésének 80-ik évfordulója alkalmából; elmondotta Pap Károly törvényhatósági bizottságának 1943. évi szept. 23-án tartott rendkívüli közgyűlésében; Városi Ny., Debrecen, 1944
- Herczeg Ferenc tanácskozások. 1998–2002; szerk. Bagi Ferenc; Atlantis, Újvidék, 2003 (A Vajdasági Magyar Tudományos Társaság kiadványai)
- Badacsonytördemic-Lábdihegy öröksége. Herczeg Ferenc emlékezete; szerk. Ludwig Emil; Badacsonytördemic Községért Alapítvány, Badacsonytördemic-Lábdihegy, 2009
- Márki-Zay János: Herczeg Ferenc városa, Versec. Városismertető útikalauz; Márki-Zay János, Hódmezővásárhely, 2013 (Magyar értékek)
- Egy patrícius a titkok kapujában. Tanulmányok és dokumentumok Herczeg Ferenc születése 150. évfordulójának tiszteletére; Vajdasági Magyar Művelődési Intézet, Zenta, 2014 (Délvidéki soroló)
- "Fenn és lenn". Tanulmányok Herczeg Ferenc születésének 150. évfordulójára; szerk. Gazdag László, P. Müller Péter; Kronosz–Magyar Történelmi Társulat, Pécs–Bp., 2014
- Földesdy Gabriella: Herczeg Ferenc-kalauz; Kairosz, Bp., 2016
- Kádár Judit: Az Új Idők az első világháború alatt, 1914–1918. Képes történelmi-kulturális olvasókönyv; OSZK, Bp., 2018

## Emlékezete
1908 és 1914 között Vácon, az Ilona utcai Duna-parti házban élt feleségével, melynek emlékét a házon tábla jelzi.
- Alakja felbukkan (említés szintjén) Kondor Vilmos magyar író Budapest novemberben című bűnügyi regényében.
- 2019-ben a magyar állam irodalmi elismerést alapított emlékére: Herczeg Ferenc-díj.[16]
- 2021 szeptemberében mellszobrot állítottak emlékéül a Nemzeti Színházban[17]

## Egyéb irodalom
- Gulyás Pál: Magyar írók élete és munkái – új sorozat I–XIX. Budapest: Magyar Könyvtárosok és Levéltárosok Egyesülete. 1939–1944.  , 1990–2002, a VII. kötettől (1990–) sajtó alá rendezte: Viczián János
- Uj Idők lexikona I–XXIV. (szerk.) Dr. Balla Antal – Dr. Benedek László – Dr. Bacsó Jenő – Dr. Angeli Ottó. Budapest: Singer és Wolfner Irodalmi Intézet Rt. 1936–1942.
- Új magyar lexikon I–VIII. Szerk. Berei Andor.  Budapest: Akadémiai. 1960–1981.
- Magyar életrajzi lexikon I–IV. Főszerk. Kenyeres Ágnes. Budapest: Akadémiai.  1967–1994.
- Új magyar életrajzi lexikon I–VI. Főszerk. Markó László. Budapest: Magyar Könyvklub; (hely nélkül): Helikon. 2001–2007.  ISBN 963-547-414-8
- Magyar irodalmi lexikon. Szerk. Ványi Ferenc. Budapest: Studium. 1926.
- Magyar irodalmi lexikon I–III. Főszerk. Benedek Marcell. Budapest: Akadémiai. 1963–1965.
- Új magyar irodalmi lexikon I–III. Főszerk. Péter László. Budapest: Akadémiai. 1994.  ISBN 963-05-6804-7